# Maladie de la fleur

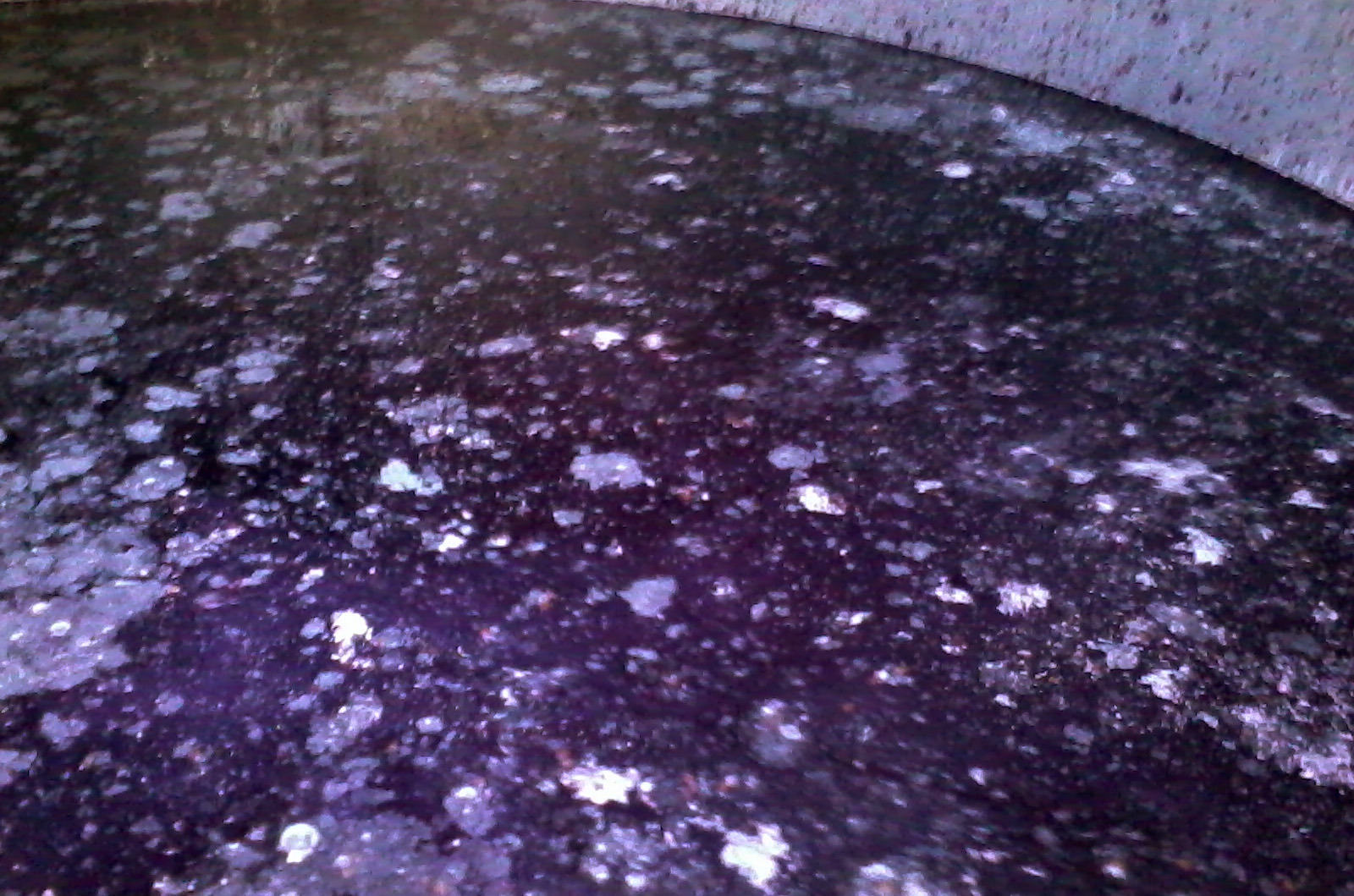
Maladie de la fleur dans une cuve de vin rouge en vidange.

La maladie de la fleur est la formation d'un voile qui apparaît sur le vin au contact de l’air. C'est une altération levurienne, qui donne des odeurs d'évent au vin. Elle peut apparaître en cuve, en fût, voire en bouteille.

## Processus microbiologique
C'est la transformation de l'éthanol en éthanal, dont la réaction chimique est :
- CH3CH2OH + ½ O2  {\displaystyle \rightleftharpoons }  CH3CHO + H2O .

Elle est activée par la levure à métabolisme oxydatif Candida vini qui produit un voile blanc sur les vins blancs, et un voile rosé sur les vins rouges, d'aspect cotonneux et plissé.
Cette dégradation peut être la source de commensalisme, par d'autres levures de genre Hansenula produisant alors des esters, ou Pichia.

### Conditions favorables
Les conditions favorables au développement des levures sont réunies quand :
- il y a un contact du vin avec l'air, ce qui permet de leur apporter de l'oxygène ;
- il y a des températures élevées, en général supérieures à 20 °C ;
- le degré alcoolique est faible ;
- les teneurs en SO2 sont faibles.

## Effets sur le vin
La maladie de la fleur, outre l'aspect visuel, provoque des défauts organoleptiques. Elle donne des odeurs de pomme verte dues à l'acétaldéhyde, des odeurs lactées en cas de commensalisme ainsi que de l'acidité volatile, et des goûts d'évent.

## Traitements œnologiques
En préventif, il faut veiller à l'ouillage régulier des fûts, ou à l'inertage des cuves par un gaz neutre afin de supprimer l'oxygène nécessaire au développement des levures. Le vin doit être sulfité pour garder un taux de 25 mg/L de SO2 libre empêchant le développement levurien.
Effectuer un collage à la caséine ou à la PVPP permet d'éliminer les odeurs en traitement curatif.